# Brennan Gravley
Brennan Gravley (Las Vegas, 28 de septiembre de 2000) es un deportista estadounidense que compite en natación, en la modalidad de aguas abiertas. Ganó una medalla de oro en los Juegos Panamericanos de 2023, en la prueba de 10 km.

## Palmarés internacional
| Juegos Panamericanos | Juegos Panamericanos | Juegos Panamericanos | Juegos Panamericanos |
| Año                  | Lugar                | Medalla              | Prueba               |
| -------------------- | -------------------- | -------------------- | -------------------- |
| 2023                 | Santiago (Chile)     | Medalla de oro       | 10 km                |